# Bruno Bernard Heim
Bruno Bernard Heim (Olten, 5 de março de 1911 - Olten, 18 de março de 2003) foi um clérigo suíço e arcebispo católico romano, diplomata de carreira da Santa Sé, falecendo como Núncio Apostólico emérito da Grã-Bretanha.
Respeitado artista heráldico eclesiástico, Heim projetou o brasão de quatro papas e mais de 3000 outros para oficiais da igreja.

## Vida pregressa
Nascido em Olten, filho de um chefe de estação, Heim fez doutorado em filosofia no Angelicum em Roma, obtido em 1934. Depois, estudou Teologia em Roma, na Universidade de Freiburgo e em Soleura. Um de seus professores universitários, um escritor prolífico sobre heráldica, persuadiu Heim a ilustrar seu trabalho. A experiência gerou em Heim um interesse vitalício pela heráldica, uma especialidade valiosa para a Igreja Católica.
Em 29 de junho de 1938, foi ordenado ao sacerdócio para a Diocese de Basileia e Lugano, na Catedral dos Santos Urso e Victor de Soleura. Atuou como cura em duas paróquias de Basileia. Em 1942, Padre Bruno foi estudar na Pontifícia Academia Eclesiástica, retornando mais tarde à Suíça como capelão-chefe para cuidar de todos os internos militares poloneses e italianos que buscaram refúgio lá durante a guerra. De volta a Roma, em 1946, ele obteve um doutorado em Direito Canônico na Pontifícia Universidade Gregoriana.
Iniciou sua carreira diplomática na Santa Sé em janeiro de 1947, quando ele foi enviado à Nunciatura Apostólica em Paris para se tornar secretário pessoal do Arcebispo Angelo Roncalli. Depois, Heim foi para a Nunciatura em Viena, como conselheiro, e em seguida, foi encarregado de negócios em Bonn.

## Episcopado e missões diplomáticas
O Papa João XXIII o nomeou Arcebispo titular de Xanthus e Delegado Apostólico na Escandinávia em 9 de novembro de 1961. Heim recebeu a ordenação episcopal no dia 10 de dezembro seguinte, na Catedral de Soleura, por Franz von Streng, bispo de Basileia e Lugano; os principais co-consagradores foram Heinrich Tenhumberg, bispo auxiliar de Münster, e Johannes Theodor Suhr, OSB, bispo de Copenhague.
Arcebispo Heim participou das quatro sessões do Concílio Vaticano II. Em 16 de fevereiro de 1966, Paulo VI o nomeou Pró-Núncio Apostólico na Finlândia, e depois transferindo-o para a Pró-Nunciatura Apostólico no Egito em 7 de maio de 1969. Ele provou ser notavelmente eficaz em estabelecer contatos além das comunidades católicas bastante estreitas naqueles países. Por fim, o papa o nomeou Delegado Apostólico na Grã-Bretanha em 16 de julho de 1973.
Entre as muitas indicações que fez a partir de sua posição, em 1976, ele persuadiu o Vaticano a nomear George Basil Hume como Arcebispo de Westminster, tirando a posição que possivelmente seria dada a Derek Worlock, até então bispo de Portsmouth, redirecionado então para o arcebispado de Liverpool. Estabeleceu amizade com lideranças de outras denominações cristãs e trabalhou para desenvolver um melhor entendimento entre elas, mas evitou interferir em iniciativas mais oficiais. Também trabalhou para tornar a Igreja Católica Inglesa mais aceitável e uma de suas maiores conquistas foi estabelecer relações diplomáticas plenas entre o Vaticano e a Corte de São Jaime. Em 1974, se tornou o primeiro delegado apostólico a fazer uma visita oficial ao Moderador da Igreja da Escócia, o Reverendíssimo Dr. George Reid. Heim era conhecido como amigo da Rainha Mãe e gostava de fofocar com jornalistas.
Sob o Papa João Paulo II, foi promovido em 22 de fevereiro de 1982 a Pró-Núncio Apostólico na Grã-Bretanha. Isso aconteceu quando os laços foram melhorados entre Londres e a Santa Sé; assim, ele se tornou o primeiro embaixador de pleno direito do Vaticano na Grã-Bretanha desde a Reforma; 1982 também foi o ano da visita do Papa João Paulo II⁣ a ⁣Grã-Bretanha. Contudo, sua relação com o papa estava perceptivelmente mais fria nessa época, devido a seus comentários sobre o crescente número de documentos do Vaticano sobre questões morais, e ele estava muito consciente de que o Papa não se aproximou dele nenhuma vez para uma conversa privada durante a visita papal à Grã-Bretanha.
Dom Bruno Heim renunciou em julho de 1985. Diante de sua aposentadoria, recebeu um elogio do The Times e foi homenageado com um almoço no Palácio de Lambeth, oferecido pelo Arcebispo de Canterbury, Robert Runcie. Viveu sua aposentadoria em Olten, mas retornava regularmente a Londres para encontrar amigos e mantinha um interesse próximo nos assuntos eclesiásticos da Grã-Bretanha. Conforme ele foi ficando mais velho, sofreu de surdez crescente.
Arcebispo Heim foi Grão-Prior da Sagrada Ordem Militar Constantiniana de São Jorge. Era Oficial de Justiça da Grã-Cruz da Ordem Constantiniana condecorado com o Colar e Cavaleiro da Ilustríssima Ordem Real de São Januário, além de receber muitas outras condecorações, como Grande Oficial da Ordem do Mérito da República Italiana (1965).
O arcebispo faleceu em sua cidade natal e foi sepultado no Cemitério de Neuendorf, Soleura.

## Heráldica
Durante a estadia de quatro anos de Heim em Paris, Roncalli e ele lançaram as bases para um renascimento da heráldica na Igreja Católica Romana. A influência de Roncalli, juntamente com o talento artístico de Heim, levou à eliminação de muitos brasões inadequados e pouco atraentes na Cúria e em dioceses de toda a Europa. Depois, em Viena, Heim ainda manteve contato próximo com o cardeal Roncalli, que o encarregou de desenhar seu novo brasão como Patriarca de Veneza.
Com a eleição de Roncalli como Papa João XXIII, em 1958, ele pediu a Heim para elaborar o novo brasão papal; como resultado, muitos cardeais, bispos e prelados buscaram seu conselho, e alguns comissionaram Heim para redesenhar seus brasões. João XXIII queria instituir um ofício pontifício sobre heráldica, mas Heim desaconselhou isso. Foi novamente comissionado para elaborar as armas papais em 1963, com a eleição do Papa Paulo VI.
Na Grã-Bretanha, que ele considerava o lar da heráldica, o Arcebispo Heim foi convidado para conhecer o College of Arms, onde mostrou exemplos de suas pinturas heráldicas e foi elogiado. Em 1978, o "ano dos três papas", publicou Heraldry in the Catholic Church, a obra de referência padrão em heráldica eclesiástica. Após João Paulo I ser eleito, ele pediu a Heim que desenhasse armas que comemorassem tanto João XXIII quanto Paulo VI. Após muitas discussões telefônicas entre Londres e Roma, Heim trabalhou sem parar por 18 horas para produzir os designs finais.
Com o novo papa, logo após o encerramento do conclave, João Paulo II deixou claro que queria manter as armas que havia usado como Arcebispo de Cracóvia. Elas incluíam a letra "M", indicando a devoção de Wojtyla à Virgem Maria. Em seu livro Heraldry in the Catholic Church, Heim declarava que letras do alfabeto deveriam ser evitadas como cargas heráldicas. Ele também estava sob pressão da Cúria Romana para remover o M. Ele sugeriu cinco símbolos adaptados de uma ladainha à Virgem, para representá-la no brasão, mas o novo papa insistiu no símbolo original que, segundo ele, representava seus sentimentos religiosos e era uma expressão política de oposição ao regime comunista na Polônia. Heim aceitou os argumentos, e mesmo apontando que letras não são encargos heráldicos apropriados, reconheceu que na heráldica polonesa "há inclusão frequente de letras." No ano seguinte, o papa visitou⁣ a Irlanda, logo após o assassinato de Lord Mountbatten, escolhendo fazer uma visita pastoral, em vez de uma visita de estado, e pediu a Heim que projetasse as armas papais no cenário pastoral da Irlanda.
Entusiasta do ecumenismo, Heim também projetou armas para clérigos de outras denominações britânicas. Em sua aposentadoria em Olten, Arcebispo Heim continuou dedicando-se à heráldica e escreveu Or et Argent, onde examinou a regra heráldica da tintura, apresentando mais de 300 brasões onde a regra havia sido quebrada. Ele foi membro de vinte sociedades heráldicas nacionais e membro do conselho da Académie Internationale d´Héraldique. Também foi patrono da Sociedade Heráldica e Genealógica da Universidade de Cambridge de 1980 até sua morte.

## Publicações
- Heim, Bruno Bernard. Wappenbrauch und Wappenrecht in der Kirche. Walter AG, Olten 1947.
- Heim, Bruno Bernard. Coutumes et Droit Héraldiques de l'Eglise. Paris: Beauchesne, 1949 (ISBN 978-2-7010-1995-6).
- Heim, Bruno Bernard. Heraldry in the Catholic Church: Its Origins, Customs, and Laws. New Jersey: Humanities Press Inc, 1978 (ISBN 0-391-00873-0).
- Heim, Bruno Bernard. Kerkelijke heraldiek: van 1270 tot Johannes Paulus II. Altiora-Averbode. Nederland, 1980 (ISBN 90-317-0216-1)
- Heim, Bruno Bernard. Armorial: Armorial Liber Amicorum. Gerrards Cross, UK: Van Duren, 1981 (ISBN 0-905715-16-0).
- Heim, Bruno Bernard. Orders of Knighthood, Awards, and the Holy See: A Historical, Juridical, and Practical Compendium. UK: Van Duren, 1981 (ISBN 978-0-9057-1512-4).
- Heim, Bruno Bernard. Or and Argent. Gerrards Cross, Buckinghamshire, England, UK, Van Duren, 1994 (ISBN 0-905715-24-1).
- Heim, Bruno Bernard. L'Araldica nella chiesa Cattolica. Origini, usi legislazione. Ciudad del Vaticano: Libreria Editrice Vaticana, 2000 (ISBN 88-209-2965-1).